# João Henrique da Silva
João Henrique da Silva (Juazeiro do Norte-CE, 1 de janeiro de 1946 - Arujá-SP, 12 de março de 1982) foi um pugilista brasileiro. Medalhista de prata nos Jogos Pan-Americanos de 1963 na categoria peso leve, e com vitória sobre um ex-campeão mundial (Eddie Perkins), João é considerado o melhor pugilista brasileiro entre os que não se sagraram campeões mundiais

## Carreira
Entre seus outros feitos, está a conquista do torneio "Forja dos Campeões de 1962" e a participação nas Olimpíadas de 1964, em Tóquio, onde chegou até as quartas de final, vencendo dois embates. Eliminado por pontos pelo ganês Eddie Blay, João ficou a apenas uma vitória de garantir a tão sonhada medalha olímpica
Em 1966, João sagrou-se campeão brasileiro dos super-leves/meio-médio-ligeiros, após vencer Jorge Sacomã, por nocaute no sexto round.
João tentou por quatro vezes o título mundial, depois de vencer adversários importantes como o norte-americano Eddie Perkins e o inglês Maurice Cullen. Encerrou sua carreira com um cartel de 48 vitórias (33 por nocaute), 4 derrotas (2 por nocaute) e 1 empate.

### Disputas de Título Mundial
Suas únicas 4 derrotas foram nas disputas de título mundial, a saber:
- Em 1969, perdeu para o argentino Nicolino Locche;
- Em 1971 e 1972 para o italiano Bruno Arcari;
- Em 1975 para o espanhol Perico Fernandes;

## Morte
No dia 11 de março de 1982, João estava no último banco de um ônibus da Viação Gaivota, que, por volta das 23 horas, no km 43 da Rodoviária Mogi-Dutra, próximo ao trevo de Arujá, chocou-se com um barranco, após o motorista Carlos Domingos Granjeiro perder a direção e derrapar.
João Henrique, mesmo com o pulmão perfurado por causa de fraturas nas costelas, carregou por mais de duas horas vários colegas machucados, inclusive uma mulher grávida, para fora do ônibus. Perguntado, durante o resgate se estava passando bem, ele respondeu:
| “ | Não se preocupem comigo, preciso tirar todos daqui! | ” |

Depois, passou mal e foi levado ao Hospital Lions Clube de Arujá, onde horas depois viria a falecer vitimado por uma hemorragia interna.